# Party (chanson de Girls' Generation)
Pour les articles homonymes, voir Party.
Singles de Girls' Generation
Catch Me If You Can
(2015) Lion Heart
(2015)
Party est un single du girl group sud-coréen Girls' Generation. Elle est sortie en version numérique le 7 juillet 2015, et en version physique le 8 juillet 2015 sous SM Entertainment.

## Liste des titres
| CD single / Téléchargement numérique | CD single / Téléchargement numérique | CD single / Téléchargement numérique | CD single / Téléchargement numérique                                                  | CD single / Téléchargement numérique | CD single / Téléchargement numérique | CD single / Téléchargement numérique | CD single / Téléchargement numérique | CD single / Téléchargement numérique | CD single / Téléchargement numérique |
| No                                   | Titre                                | Auteur                               | Producteur(s)                                                                         | Durée                                |                                      |                                      |                                      |                                      |                                      |
| ------------------------------------ | ------------------------------------ | ------------------------------------ | ------------------------------------------------------------------------------------- | ------------------------------------ | ------------------------------------ | ------------------------------------ | ------------------------------------ | ------------------------------------ | ------------------------------------ |
| 1.                                   | Party                                | Jo Yun-gyeong                        | Albi Albertsson, Chris Young, Shin Agnes                                              | 3:13                                 |                                      |                                      |                                      |                                      |                                      |
| 2.                                   | Check                                | Mafly                                | Teddy Riley, Lee Hyun-seung, Dominique Rodriguez, Daniel 'Obi' Klein, Engelina Larsen | 3:26                                 |                                      |                                      |                                      |                                      |                                      |
| 3.                                   | Party (Instrumental)                 |                                      | Albi Albertsson, Chris Young, Shin Agnes                                              | 3:13                                 |                                      |                                      |                                      |                                      |                                      |
| 9:52                                 |                                      |                                      |                                                                                       |                                      |                                      |                                      |                                      |                                      |                                      |

## Classement
| Classement (2015)                     | Meilleure position |
| ------------------------------------- | ------------------ |
| Corée du Sud (Gaon Digital Chart)     | 1                  |
| Corée du Sud (Gaon Album Chart)       | 2                  |
| Japon (Billboard Japan Hot 100)       | 10                 |
| U.S. World Digital Songs (Billboard), | 4                  |